# Йорга, Илья
Илия Йорга (серб. Илија Јорга) — мастер боевых искусств из Сербии, обладатель 10 дана, создатель стиля карате Фудокан. Чемпион Европы по кумитэ (1968), двукратный чемпион Европы по ката (1976 и 1978). Пятнадцатикратный чемпион Югославии по карате. Исполнительный президент Всемирной Федерации Фудокан (World Fudokan Federation (WFF)) Автор более двенадцати книг о боевых искусствах.
Илья Йорга также является доцентом Белградского университета, доктором наук, специалистом в области хирургии, клинической физиологии и спортивной медицины.

## Биография
Первым инструктором Ильи стал его старший брат — Владимир Йорга (9 дан WFF).
В 20-летнем возрасте Илья стал учеником сэнсэя Тэцуи Мураками, а после его смерти — сэнсэя Тайдзи Кадзэ, с которым провёл 25 лет, после чего стал учеником сэнсэя Хидэтаки Нисиямы (10 дан).
В 1967 году получил первый дан от Мураками в Загребе (Хорватия).
- 1968 — второй дан от Тайдзи Казэ в Загребе.
- 1971 — третий дан от Тайдзи Казэ в Париже.
- 1975 — четвёртый дан от Тайдзи Казэ в Белграде (Сербия).
- 1978 — пятый дан от Тайдзи Казэ в Белграде.
- 1982 — шестой дан от Тайдзи Казэ в Париже.
- 1987 — седьмой дан от Хидэтаки Нисиямы в Лос-Анджелесе (США).
- 1998 — восьмой дан от Хидэтаки Нисиямы в Сан-Диего (США).
- 2003 — девятый дан, присвоен WTFSKF в Вероне (Италия).
- 2007 — десятый дан, присвоен Международной ассоциацией мастеров Будо в США.

Илья Йорга владеет 6 языками: сербским (родной язык), русским, английским, итальянским, немецким, французским.

## Создание Фудокана
В день своего рождения 15 ноября 1980 года Илья Йорга объявил о создании Международной стилевой федерации «Дэн То Фудокан карате-до». Слово «Фудо» означает «непоколебимость, твёрдость, прочность», а «кан» — «дом». Приставка «Дэн То» означает принадлежность к традиционному карате.

## Книги Ильи Йорги
- Что такое Фудокан Каратэ-до
- Макивара в традиционном каратэ
- Тренировка в каратэ и питание
- ТРАДИЦИОННОЕ ФУДОКАН Каратэ. МОЙ ПУТЬ